# Conjunto de chashis de la península de Nemuro
El conjunto de chashis de la península de Nemuro (根室半島チャシ跡群 Nemuro hantō chashi ato-gun?) engloba a un grupo de estructuras ainu de entre el siglo XVI y XVIII, enmarcadas en el término municipal de Nemuro, en la isla japonesa de Hokkaidō. Los chashi en su mayoría presentan trincheras en forma de «U» o semicircular, y ocupaban funciones religiosas y defensivas. De los treinta y dos encontrados en la península de Nemuro, veinticuatro han sido designados de forma conjunta como Lugar Histórico Nacional, y desde 2006, este conglomerado ocupa el primer lugar en la lista de «100 notables castillos de Japón».

## Características
El grupo de fuertes chashi se encuentra repartido a lo largo de la costa septentrional de la península de Nemuro, un accidente geográfico largo y estrecho en el extremo este de Hokkaidō. Estos fuertes se construyeron entre los siglos XVI y XVIII, si bien su propósito no está del todo establecido, dadas sus características es probable que sirvieran como altares ceremoniales y religiosos, así como estructuras defensivas, dependiendo de su entorno. Estos se levantaron en gran medida al borde de los acantilados junto al mar de Ojotsk, y muchos de ellos se ubican cerca de la desembocadura de un río o una ensenada, presumiblemente para propiciar la pesca de la que dependían los ainu. La mayoría presenta forma circular, y también se han encontrado chashis con planta rectangular. Su escala era variable: por ejemplo, el fuerte Notsukamafu —listado el primero del conjunto— cuenta con dos trincheras semicirculares con cinco metros de ancho y tres de profundidad, en tanto que el segundo chashi de la lista tiene un foso de tres metros de anchura y medio de profundidad.

## Estado de conservación
La mayoría de los veinticuatro chashi que forman parte del conjunto histórico nacional son inaccesibles o difíciles de localizar, y solo dos cuentan con un letrero y un pequeño estacionamiento. De estos lugares no quedan estructuras, solo montículos circulares cubiertos de hierba, donde anteriormente hubo paredes de arcilla y fosos secos. En el museo de historia y naturaleza de Nemuro se conservan materiales relacionados con estas ruinas, así como varios dioramas que representan los terraplenes en miniatura.